# Isola Grande
Isola Grande ist eine Insel der Inselgruppe Isole dello Stagnone di Marsala, die vor Westküste Siziliens liegt und zum Stadtgebiet von Marsala zählt. 
Die Isola Grande ist mit ihrer Fläche von 5,7 km² die weitaus größte Insel dieser Inselgruppe. Sie ist sehr langgezogen, bei einer Länge von sieben Kilometern und einer maximalen Breite von 1,4 km, und nähert sich im Norden und Süden der Küste Siziliens bis auf 390 bzw. 1200 Meter, während die Küstenentfernung dazwischen bis zu drei Kilometer beträgt. Dadurch trennt sie vom Mittelmeer eine Lagune (stagnone) ab, die der Inselgruppe ihren Namen gab und in der sich die drei übrigen Inseln der Inselgruppe befinden.
Zwischen der Nordspitze der Insel und dem sizilianischen Festland ist das Meer nur etwa einen halben Meter tief, so dass man auf sandigem Boden hinüberlaufen kann.
Die Insel ist drei Meter hoch.
Die Isola Grande ist eine flache, sandige Insel. Sie ist relativ jung und bildete sich durch Sandablagerungen um zwei kleine Felseneilande. Auf der Insel befinden sich einige verlassene Salinen, ein Wäldchen und einige Sandstrände.